# Kubra Noorzai
Kubra Noorzai, née en 1932 et morte en 1986, est une femme politique afghane. Elle est la première femme ministre de l'histoire du pays.

## Biographie
Kubra Noorzai est issue d'une fratrie de neuf enfants. Elle fait ses études au lycée Malalaï, avant d'être diplômée du Collège scientifique de l'université de Kaboul,. Elle retourne ensuite au lycée Malalaï, en devenant la directrice, puis dirige la faculté féminine de l'université de Kaboul. En 1958, elle s'installe en France, où elle étudie à l'université de Paris pendant un an,.
Elle travaille comme inspectrice scolaire pour les écoles de filles, et a été directrice de l'Institut caritatif féminin à Kaboul. Elle devient également doyenne du Collège d'économie domestique.
Comptant parmi les figures féministes de l'Afghanistan, Kubra Noorzai est l'une des premières femmes à cesser de porter le voile en public, après que la reine Humaira Begum a donné l'exemple en apparaissant sans le sien en 1959. Elle est déléguée de l'Afghanistan à l'UNESCO et à la réunion du Congrès international des femmes à Dublin. En 1964, le roi Mohammad Zaher Shah la nomme membre d'un comité consultatif qui examine le projet de constitution, lequel accorde aux femmes le droit de voter et de se présenter aux élections.
À la suite des élections d'août-septembre 1965, elle est nommée ministre de la Santé publique par le Premier ministre Mohammad Hashim Maiwandwal (en) le 1er décembre de la même année, devenant ainsi la première femme ministre en Afghanistan. Elle reste en poste jusqu'en 1969.
En tant que directrice de l'Institut des femmes, elle est élue à la Loya Jirga en 1977, alors que Mohammad Daoud Khan est président de la République.
Jamais mariée, elle meurt chez elle dans le quartier de Kārte Seh à Kaboul en 1986.